# Gerhard Thiedemann
Gerhard Thiedemann (* 14. Oktober 1953 in Hamburg) ist ein deutscher Diplomat. Er war von Juli 2016 bis zu seiner Pensionierung im Juli 2019 Botschafter in Neuseeland.

## Leben
Thiedemann legte 1973 am Walddörfer-Gymnasium in Hamburg-Volksdorf sein Abitur zusammen mit Ole von Beust ab und studierte danach mit diesem gemeinsam Rechtswissenschaften sowie Volkswirtschaftslehre. Nach Beendigung des Studiums folgte 1980 bis 1983 der juristische Vorbereitungsdienst und eine Rechtsanwalts-Tätigkeit. 1984 wurde er Mitarbeiter im Bundesministerium für Jugend, Familie und Gesundheit und wechselte 1987 in das Bundesministerium für wirtschaftliche Zusammenarbeit und Entwicklung.
1991 wechselte er in den Auswärtigen Dienst und war zunächst bis 1993 an der Botschaft in Bangladesch tätig. Im Anschluss folgten Verwendungen im Auswärtigen Amt (1993 bis 1996; 1999 bis 2003 als stellvertretender Referatsleiter und 2006 bis 2010 als Referatsleiter) sowie an den Botschaften in den USA (1986) und Ägypten (1996 bis 1999).
Zwischen 2003 und 2006 war er als Leiter der Kulturabteilung an der Botschaft in Japan tätig und organisierte während dieser Zeit im Oktober 2005 unter anderem einen Besuchsaufenthalt von Ole von Beust mit, der zu dieser Zeit Erster Bürgermeister von Hamburg war und als solcher die kommunale Außenpolitik der Hansestadt in Japan und Südkorea förderte. Nach seiner Rückkehr nach Deutschland war er als Vortragender Legationsrat Erster Klasse Referatsleiter des für Grundsätze und Koordinierung der Entwicklungspolitik, Durchführungsorganisationen, multilaterale Entwicklungsbanken, OECD (DAC) und EU zuständigen Referates 401 im Auswärtigen Amt.
Von Juli 2010 bis 2013 war Gerhard Thiedemann als Nachfolger von Thomas Schäfer, der wiederum Botschafter in Guatemala  wurde, Botschafter in Nordkorea. Über die dort gesammelten Erfahrungen wie zum Beispiel zu der aus seiner Sicht bestehenden „strukturellen Nahrungsmittelknappheit“ hielt er mehrere Vorträge.
Es folgte eine dreijährige Amtszeit als Leiter der deutschen Botschaft in der Mongolei.
Von Juli 2016 bis Juli 2019 war Gerhard Thiedemann Botschafter in Neuseeland. Neben Neuseeland gehörten zu seinem Amtsbezirk auch die Cookinseln, Fidschi, Kiribati, Samoa, Tonga und Tuvalu.
Zurück in Deutschland wirkte er 2019 noch als Programmdirektor bei der internationalen Diplomatenausbildung des Auswärtigen Amts. 
Von 2020 bis 2022 war Thiedemann Vorsitzender der Deutsch-Koreanischen Gesellschaft Hamburg; seit 2022 ist er dort Beirat. 

## Vorträge
- Die Rolle des Auswärtigen Amtes in der Entwicklungspolitik. Forum Internationale Zusammenarbeit für nachhaltige Entwicklung, 14. Mai 2009, archiviert vom Original am 6. März 2016; abgerufen am 3. Februar 2025.
- Dia-Vortrag über Nordkorea von Botschafter Gerhard Thiedemann. In: oag.jp. Deutsche Gesellschaft für Natur- und Völkerkunde Ostasiens, 1. Juni 2011, archiviert vom Original am 6. Juni 2011; abgerufen am 3. Februar 2025.
- Die inneren Ansichten Nordkoreas (Memento vom 16. März 2012 im Internet Archive)(Homepage der Gesellschaft für Erdkunde zu Berlin, 17. Januar 2012)

## Privat
Thiedemann ist verheiratet und hat zwei Kinder. Nach seiner Pensionierung lebt er wieder in Hamburg und bei Berlin.